# 若月紫蘭
若月 紫蘭（わかつき しらん、1879年2月10日 - 1962年7月22日）は、日本の劇作家、演劇研究家、翻訳家、歌人。本名の若月 保治での著作も多い。

## 経歴・人物
山口県出身。
山口高等学校を経て、1903年東京帝国大学卒業。兵庫県洲本中学校教諭、石川県七尾中学校校長代理ののち、1908年「万朝報」の記者となり、1921年「人と芸術」を創刊。1922年万朝報を辞職、新劇研究所を設立した。
千代田高等女学校教諭、1928年東洋大学教授として国文学を教え、1933年千代田女子専門学校および帝国女子専門学校教授を兼任。紫蘭の号を捨てて人形浄瑠璃の研究に専念した。
1945年戦災に遭い帰郷、1950年より山口大学講師。メーテルリンクの『青い鳥』を翻訳した。

## 著書

### 若月保治名義
- 『夜叉の首 冒険怪譚』（本郷書院） 1907.12
- 『英文手紙の書き方』（文成社、初等英文叢書） 1910.11
- 『英文法の覚え方』（文成社、初等英文双書） 1911.3
- 『英語練習ノート』（東亜堂） 1912
- 『蓄音器の話』（朝報社、児童理科叢書） 1912
- 『自動車の話』（朝報社、児童理科叢書） 1912
- 『電車の話』（朝報社、児童理科叢書） 1912
- 『活動写真の話』（朝報社、児童理科叢書） 1912
- 『汽車の話』（朝報社、児童理科叢書） 1912.8
- 『飛行機の話』（朝報社、児童理科叢書） 1912.8
- 『アアヴィングスケッチ・ブック講義』（日進堂） 1914
- 『軍神広瀬中佐の修養法』（新月社、修養叢書） 1920
- 『努力成功の実例』（新月社、修養叢書） 1920
- 『最新統一面白い手旗信号法 陸海軍商船及青年団用』（新月社） 1921
- 『政治家の犯罪』（聚芳閣） 1924
- 『近松人形浄瑠璃の研究』（第一書房） 1934
- 『女子と文芸』（新月社） 1934
- 『十二段草子の研究』（新月社） 1938
- 『古浄瑠璃の新研究 慶長・寛文篇』（新月社） 1938
- 『古浄瑠璃の新研究 延宝・享保篇』（新月社） 1939
- 『古浄瑠璃の新研究 補遺篇』（新月社） 1940
- 『人形浄瑠璃三百年史』（新月社） 1941、のち改題『人形浄瑠璃史研究』
- 『操浄瑠璃年表と諸文庫目録』（新月社） 1941
- 『新なる黎明 歌集』（新月社） 1942
- 『春の影』（日大堂書店） 1943
- 『近世初期国劇の研究』（青磁社） 1944
- 『心の旅 俳諧紀行』（新月社） 1944
- 『近松浄瑠璃の本質と綜合美的研究』（新月社） 1951
- 『元禄歌舞伎と近松研究』（私家版） 1954
- 『近松芸術と元禄歌舞伎』（私家版） 1957
- 「若月保治浄瑠璃著作集」全8巻（クレス出版） 1998

### 若月紫蘭名義
- 『東京年中行事』（春陽堂） 1911、のち平凡社東洋文庫、のち大空社
- 『滅び行く家 社会劇』（極光社） 1921
- 『石田三成の死』（極光社、若月紫蘭戯曲集 第2） 1922
- 『宗教史劇殉教者の群』（新月社、若月紫蘭戯曲集 第3） 1927
- 『喜劇父の真似』（新月社、若月紫蘭戯曲集 第4） 1928
- 『光秀と三成』（新月社、若月紫蘭戯曲集 第5） 1928
- 『銀鐘 短歌・俳句』（新月社） 1930
- 『第二の扉 人生最高悲哀の体験記』（新月社） 1930
- 『紫蘭句集』（新月社） 1934
- 『短歌の道しるべ』（新月社） 1935

## 翻訳
- 『職分論』（サミュエル・スマイルス、栗原元吉, 若月保治名義共訳、内外出版協会） 1904 - 1905
- 『成業立志談』（テーヤー、若月保治名義訳、内外出版協会） 1906
- 『勤倹論』（サミュエル・スマイルス、内外出版協会） 1905-1906
- 『アナトール・フランス短篇傑作集』（三教書院） 1910
- 『新亜刺比亜物語』（スチーヴンソン、帆引徹巌共訳、三教書院） 1910
- 『サロメ』（ワイルド、現代社、近代脚本叢書） 1913
- 『青い鳥』（メーテルリンク、植竹書院） 1915、のち岩波文庫、岩波少年文庫
- 『ヴィカー物語』（ゴールドスミス、嶺光社） 1925
- 『全訳近松傑作集』第1 - 2巻（若月保治名義、太陽堂書店） 1928 - 1929